# Soy Luna
Soy Luna es una serie de televisión producida originalmente por Pol-ka Producciones en colaboración con Disney Channel Europa, Medio Oriente y África que se emitió inicialmente en Disney Channel de 2016 a 2018. La primera temporada se estrenó el 14 de marzo de 2016 y concluyó el 26 de agosto de 2016 con un total de 80 episodios de una hora. La segunda temporada se emitió desde el 17 de abril de 2017 hasta el 29 de septiembre de 2017 concluyendo igualmente con 80 episodios, la misma cantidad de episodios que la temporada anterior. La tercera y última temporada se emitió desde el 16 de abril de 2018 hasta el 17 de agosto de 2018 con un total de 60 episodios.
La serie cuenta con un extenso elenco de actores principales encabezados inicialmente por Karol Sevilla, Ruggero Pasquarelli, Valentina Zenere y Michael Ronda.
En junio de 2025 se confirmó que la serie había sido revivida para una cuarta temporada producida ahora por Metrovisión y confirmada a ser estrenada en streaming por Disney+ en 2026.

## Sinopsis
Luna Valente (Karol Sevilla) es una estudiante adolescente mexicana quien lleva una vida tranquila y feliz patinando en sus tiempos libres a orillas del mar de su querida ciudad Cancún, mientras escucha las canciones que le compone su mejor amigo Simón (Michael Ronda). De pronto, su vida da un giro inesperado cuando sus padres reciben una propuesta de trabajo imposible de rechazar, por lo que aceptan y se mudan a Argentina. Luna deberá adaptarse a una nueva vida, nuevos amigos y un colegio de elite, encontrándose con un mundo de lujos muy diferente a ella. Sin embargo, pronto descubre un club de patinaje, el Jam & Roller, donde no solo pone a prueba su destreza con los patines, sino también su talento en el canto sobre el escenario. Durante esta nueva etapa en su vida, reflorece en ella su pasión por el patinaje y el baile, encontrando en el camino nuevos amigos, y también el amor, enamorándose de alguien completamente diferente a ella, Matteo Balsano (Ruggero Pasquarelli), mientras Ámbar Smith (Valentina Zenere), la estudiante más popular de la escuela y novia de Matteo, le hace la vida imposible.

## Episodios
| Temporada | Temporada | Episodios | Episodios | Emisión original    | Emisión original         |
| Temporada | Temporada | Episodios | Episodios | Primera emisión     | Última emisión           |
| --------- | --------- | --------- | --------- | ------------------- | ------------------------ |
|           | 1         | 80        | 80        | 14 de marzo de 2016 | 26 de agosto de 2016     |
|           | 2         | 80        | 80        | 17 de abril de 2017 | 29 de septiembre de 2017 |
|           | 3         | 60        | 60        | 16 de abril de 2018 | 17 de agosto de 2018     |
|           | 4         | 12        | 12        | 2026                | 2026                     |

## Elenco

### Principales
- Karol Sevilla como Luna Valente / Sol Benson
- Ruggero Pasquarelli como Matteo Balsano
- Valentina Zenere como Ámbar Smith (temporadas 1–3)[9]
- Michael Ronda como Simón Álvarez
- Katja Martínez como Jazmín Carbajal
- Malena Ratner como Delfina «Delfi» Alzamendi
- Agustín Bernasconi como Gastón Perida[n 1]
- Ana Jara como Jimena «Jim» Medina
- Jorge López como Ramiro Ponce
- Chiara Parravicini como Yamila «Yam» Sánchez
- Gastón Vietto como Pedro Arias
- Lionel Ferro como Nicolás «Nico» Navarro (temporadas 1–3)[n 2][10]
- Carolina Kopelioff como Nina Simonetti
- Luz Cipriota como Tamara Ríos (temporada 1; invitada temporada 2)
- Lucila Gandolfo como Sharon Benson
- Rodrigo Pedreira como Reinaldo «Rey» Gutiérrez
- David Muri como Miguel Valente
- Ana Carolina Valsagna como Mónica Valente
- Diego Sassi Alcalá como Martín «Tino» Alcaraz (temporadas 1–2)
- Germán Tripel como Catolino «Cato» Alcoba (temporadas 1–2)
- Antonella Querzoli como Amanda (temporadas 1–2)
- Ezequiel Rodríguez como Ricardo Simonetti[n 3]
- Caro Ibarra como Ana Valparaíso
- Paula Kohan como Mora Barza (temporadas 1–2; recurrente temporada 3)
- Estela Ribeiro como Juliana / Marissa Mint (temporadas 2–3)
- Roberto Carnaghi como Alfredo Milder (temporadas 2–3)
- Jandino como Eric Andrade (temporada 3)
- Giovanna Reynaud como Emilia Mansfield (temporada 3; recurrente temporada 2)
- Pasquale Di Nuzzo como Benicio (temporada 3; recurrente temporada 2)
- Victoria Suárez Battán como Margarita «Maggie» García (temporada 3)
- Joaquín Berthold como Gary López (temporada 3; recurrente temporada 2)[n 4]

Notas
1. ↑  Agustín Bernasconi sigue siendo acreditado en la tercera temporada a pesar de hacer su última aparición en el episodio 171.
2. ↑  Lionel Ferro sigue siendo acreditado en la tercera temporada a pesar de hacer su última aparición en el episodio 197.
3. ↑  Ezequiel Rodríguez sigue siendo acreditado en la tercera temporada a pesar de tener breves apariciones.
4. ↑  Joaquín Berthold sigue siendo acreditado en la tercera temporada a pesar de hacer su última aparición en el episodio 199.

### Recurrentes
- Renata Iglesias como Sol Benson (niña)
- Sofía González como Liliana «Lily» Benson
- Gabriel Calamari como Xavier «Xavi» (temporadas 1–2)
- Thelma Fardín como Florencia «Flor» Balsano (temporadas 1–2)
- Micaela Tabanera como Sylvana Arial (temporadas 1–2)
- Eva Adanaylo como la Señora Rodríguez (temporadas 1–2)
- Luis Asato como Victorino Wang (temporadas 1–2)
- Lucrecia Gelardi como Clara Sánchez Barrenechea (temporada 1)
- Sebastián Villalobos como él mismo (temporadas 1–2)
- Boris Baskt como Bernardo «Bernie» Benson (temporadas 1 y 3)
- Tomás de las Heras como Mariano (temporada 1)
- Sol Moreno como Daniela (temporada 1)
- Santiago Stieben como Arcade (temporada 1)
- Darío Barassi como él mismo (temporada 1)
- Leo Trento como Willy Star (temporada 1)
- Samuel Nascimento como Santi Owen (temporada 2; invitado temporada 1)
- Candelaria Molfese como Eva (temporada 2) / Ada (temporadas 2–3)
- Sheila Piccolo como Fernanda (temporada 2)
- Julieta Nair Calvo como Paula (temporada 2)
- Adriana Perewoski como Percepción (temporada 2)
- Micaela Tabanera como Silvana (temporada 1 y 2)
- Roberto Ottini como Ángelo Balsano (temporada 2; invitado temporada 3)
- Gabriel Epstein como Pablo (temporada 2)
- Gignacio Heredia Molina como Rocco (temporada 2)
- Bruno Heder como Bruno (temporada 2)
- Cristina Allende como Elena (temporada 2; invitada temporada 3)
- Mauro Álvarez como Felipe Mendevilla (temporada 3)
- Mia Jenkins como Emma (temporada 3)
- Esteban Velásquez como Michel (temporada 3)
- Verónica Pelaccini como Dina Miller (temporada 3)
- Julian Rodriguez (Temporadas 1-2)
- Ulises Droghei como patinador del "Jam & Roller" (Temporadas 1-3)

### Invitados
- Sofia Carson como ella misma (temporadas 1, 3)
- Verónica Segura como Soraya/La Generala (temporada 1)
- Dani Martins como él mismo (temporada 1)
- Mirta Wons como Olga Patricia Peña (temporada 1)
- Martina Stoessel como ella misma (temporada 2)
- Camila Fernández como ella misma (temporada 2)
- Sabrina Carpenter como ella misma (temporada 2)
- Juan Ciancio como Sebastián «Seba» López (temporada 3)
- Ian Lucas como él mismo (temporada 3)
- Dove Cameron como ella misma (temporada 3)[11]
- Daniel Patiño como él mismo (temporada 3)

## Producción

### Antecedentes
Después del fenómeno internacional de Violetta (2012-2015), Disney Channel Latin America buscó crear una nueva telenovela juvenil que captara al mismo público, pero diferenciándose en estilo y temática. A diferencia de Violetta, que giraba en torno al canto y los dilemas artísticos de una joven cantante, Soy Luna introdujo un universo más urbano y deportivo, centrado en el patinaje sobre ruedas y en una protagonista con un carácter más independiente y aventurero.
El proyecto se estrenó el 14 de marzo de 2016 en Disney Channel Latinoamérica y rápidamente fue emitido en más de 150 países. Se convirtió en un fenómeno juvenil con gran repercusión en redes sociales, sumando giras musicales internacionales, álbumes, shows en vivo y una línea amplia de merchandising.
De esta manera, Soy Luna representó para Disney Channel Latinoamérica no solo la continuidad del éxito de Violetta, sino también un esfuerzo por diversificar sus producciones y conectar con nuevas generaciones a través de temáticas diferentes.

### Casting
Para elegir a la protagonista, Disney realizó un casting internacional en el que participaron miles de chicas, especialmente en México, país donde la compañía buscaba encontrar un nuevo rostro juvenil con proyección internacional.
La actriz mexicana Karol Sevilla fue seleccionada tras superar múltiples pruebas de actuación, canto y baile. Aunque no sabía patinar al momento de su audición, fue entrenada intensivamente por profesionales para adaptarse al papel, lo que le agregó un proceso de aprendizaje real a su preparación como Luna Valente.
El coprotagonista, el actor italiano Ruggero Pasquarelli (Matteo), ya había trabajado en Violetta y fue incorporado como figura reconocible para los seguidores de Disney. El elenco principal incluyó a Michael Ronda, Valentina Zenere, Carolina Kopelioff, Chiara Parravicini, Ana Jara, Agustín Bernasconi, Jorge Lopez, Lionel Ferro y Katja Martínez. El proceso de selección también fue innovador porque incluyó pruebas de patinaje artístico, disciplina poco común en castings televisivos, que se volvió un sello distintivo de la serie frente a otras producciones juveniles.

### Rodaje
La serie fue filmada principalmente en Buenos Aires, Argentina, aunque también se rodaron algunas escenas en México, como parte del esfuerzo por conectar a la audiencia latina con el origen de la protagonista.
El set principal, la pista de patinaje ficticia Jam & Roller, utilizó como fachada la Plaza Benito Nazar, ubicada en Villa Crespo, Buenos Aires. La mansión de la familia Benson, donde Luna vivía con sus padres adoptivos, correspondía al Palacio Sans Souci, ubicado en San Fernando, Provincia de Buenos Aires. 
Los interiores, en cambio, fueron recreados en estudios de grabación con diseños adaptados a las necesidades de la producción.

## Discografía
- Soy Luna (2016)[19]
- Música en ti (2016)
- La vida es un sueño (2017)
- Modo Amar (2018)

## Giras
- Soy Luna en concierto (2017)
- Soy Luna Live (2018)
- Soy Luna en vivo (2018)

## Premios y nominaciones
| Año  | Premio.                        | Categoría                       | Candidato              | Resultado |
| ---- | ------------------------------ | ------------------------------- | ---------------------- | --------- |
| 2016 | Kids' Choice Awards México     | Actor Favorito                  | Michael Ronda          | Nominado  |
| 2016 | Kids' Choice Awards México     | Actriz Favorita                 | Karol Sevilla          | Nominada  |
| 2016 | Kids' Choice Awards México     | Villano Favorito                | Valentina Zenere       | Ganadora  |
| 2016 | Kids' Choice Awards México     | Serie o Programa Favorito       | Soy Luna               | Nominados |
| 2016 | Kids' Choice Awards Colombia   | Actor Favorito                  | Ruggero Pasquarelli    | Ganador   |
| 2016 | Kids' Choice Awards Colombia   | Actor Favorito                  | Michael Ronda          | Nominado  |
| 2016 | Kids' Choice Awards Colombia   | Actriz Favorita                 | Karol Sevilla          | Nominada  |
| 2016 | Kids' Choice Awards Colombia   | Actriz Favorita                 | Katja Martínez         | Nominada  |
| 2016 | Kids' Choice Awards Colombia   | Villano Favorito                | Valentina Zenere       | Ganadora  |
| 2016 | Kids' Choice Awards Colombia   | Programa o Serie Favorita       | Soy Luna               | Nominados |
| 2016 | Kids' Choice Awards Argentina  | Actor Favorito                  | Ruggero Pasquarelli    | Ganador   |
| 2016 | Kids' Choice Awards Argentina  | Actor Favorito                  | Michael Ronda          | Nominado  |
| 2016 | Kids' Choice Awards Argentina  | Actriz Favorita                 | Karol Sevilla          | Ganadora  |
| 2016 | Kids' Choice Awards Argentina  | Actriz Favorita                 | Katja Martínez         | Nominada  |
| 2016 | Kids' Choice Awards Argentina  | Chico Trendy                    | Agustín Bernasconi     | Ganador   |
| 2016 | Kids' Choice Awards Argentina  | Chico Trendy                    | Lionel Ferro           | Nominado  |
| 2016 | Kids' Choice Awards Argentina  | Villano Favorito                | Valentina Zenere       | Ganadora  |
| 2016 | Kids' Choice Awards Argentina  | Programa o Serie Favorita       | Soy Luna               | Ganadores |
| 2016 | Meus Prêmios Nick              | Programa Internacional Favorito | Soy Luna               | Nominados |
| 2017 | Kids' Choice Awards México     | Actor Favorito                  | Michael Ronda          | Ganador   |
| 2017 | Kids' Choice Awards México     | Actriz Favorita                 | Karol Sevilla          | Nominada  |
| 2017 | Kids' Choice Awards México     | Programa Favorito               | Soy Luna               | Ganadores |
| 2017 | Premios Martín Fierro de Cable | Mejor Programa Infantil/Juvenil | Soy Luna               | Ganadores |
| 2017 | Kids' Choice Awards Colombia   | Actor Favorito                  | Ruggero Pasquarelli    | Ganador   |
| 2017 | Kids' Choice Awards Colombia   | Actriz Favorita                 | Karol Sevilla          | Ganadora  |
| 2017 | Kids' Choice Awards Colombia   | Chica Trendy                    | Valentina Zenere       | Ganadora  |
| 2017 | Kids' Choice Awards Colombia   | Programa o Serie Favorita       | Soy Luna               | Ganadores |
| 2017 | Kids' Choice Awards Argentina  | Actor Favorito                  | Michael Ronda          | Ganador   |
| 2017 | Kids' Choice Awards Argentina  | Actriz Favorita                 | Carolina Kopelioff     | Ganadora  |
| 2017 | Kids' Choice Awards Argentina  | Chico Trendy                    | Agustín Bernasconi     | Ganador   |
| 2017 | Kids' Choice Awards Argentina  | Villano Favorito                | Valentina Zenere       | Nominada  |
| 2017 | Kids' Choice Awards Argentina  | Serie o Programa Favorito       | Soy Luna               | Ganadores |
| 2017 | Lunas del Auditorio            | Espectáculo Familiar            | Soy Luna en Concierto  | Nominados |
| 2017 | Tú Awards                      | #Portada del año                | Soy Luna               | Nominados |
| 2017 | Tú Awards                      | #Tour del año                   | Soy Luna en Concierto  | Nominados |
| 2017 | Tú Awards                      | #El chico sexy                  | Michael Ronda          | Nominado  |
| 2017 | Tú Awards                      | #El chico sexy                  | Ruggero Pasquarelli    | Nominado  |
| 2017 | Meus Prêmios Nick              | Programa de TV Favorito         | Soy Luna               | Ganadores |
| 2018 | Premios Gardel                 | Mejor álbum infantil            | La vida es un sueño    | Nominado  |
| 2018 | Kids' Choice Awards México     | Actor Favorito                  | Michael Ronda          | Ganador   |
| 2018 | Kids' Choice Awards México     | Actriz Favorita                 | Karol Sevilla          | Ganadora  |
| 2018 | Kids' Choice Awards México     | Villano Favorito                | Giovanna Reynaud       | Ganadora  |
| 2018 | Kids' Choice Awards México     | Ship Favorito                   | Lutteo (Luna + Matteo) | Ganadores |
| 2018 | Kids' Choice Awards México     | Show Favorito                   | Soy Luna               | Ganadores |
| 2018 | Kids' Choice Awards Argentina  | Actor Favorito                  | Agustín Bernasconi     | Nominado  |
| 2018 | Kids' Choice Awards Argentina  | Actor Favorito                  | Michael Ronda          | Nominado  |
| 2018 | Kids' Choice Awards Argentina  | Actriz Favorita                 | Karol Sevilla          | Ganadora  |
| 2018 | Kids' Choice Awards Argentina  | Actriz Favorita                 | Carolina Kopelioff     | Nominada  |
| 2018 | Kids' Choice Awards Argentina  | Villano Favorito                | Giovanna Reynaud       | Nominada  |
| 2018 | Kids' Choice Awards Argentina  | Ship Favorito                   | Simbar (Simón + Ámbar) | Ganadores |
| 2018 | Kids' Choice Awards Argentina  | Show Favorito                   | Soy Luna               | Ganadores |
| 2019 | Kids' Choice Awards México     | Actor Favorito                  | Michael Ronda          | Nominado  |
| 2019 | Kids' Choice Awards México     | Actriz Favorita                 | Karol Sevilla          | Ganadora  |
| 2019 | Kids' Choice Awards México     | Chico Trendy                    | Ruggero Pasquarelli    | Nominado  |
| 2019 | Kids' Choice Awards México     | Villana Favorita                | Valentina Zenere       | Ganadora  |
| 2019 | Kids' Choice Awards México     | Show Favorito                   | Soy Luna               | Nominados |